# Kibble-Zurek-Mechanismus
Der Kibble-Zurek-Mechanismus (KZM), benannt nach Tom Kibble und Wojciech Zurek, beschreibt zum Beispiel in der Kosmologie und in der Festkörperphysik die Nichtgleichgewichtsdynamik der kritischen Fluktuationen und das Entstehen von topologischen Defekten, wenn ein System mit einer endlichen, nicht verschwindenden Kühlrate durch einen kontinuierlichen Phasenübergang abgekühlt wird.

## Zentrale Idee
Basierend auf dem Formalismus der spontanen Symmetriebrechung des Higgs-Feldes formulierte Tom Kibble diese Idee als Erster für ein primordiales zweikomponentiges skalares Feld: Wenn bei Expansion und Abkühlung des sehr frühen Universums (kurz nach dem Urknall) ein zweikomponentiges skalares Feldes von der isotropen und homogenen Hochtemperaturphase in den symmetriegebrochenen Zustand der Tieftemperaturphase übergeht, muss der Ordnungsparameter für Regionen des Universums, die nicht kausal im Zusammenhang stehen, nicht überall zwingend den gleichen Wert annehmen.

Nicht kausal im Zusammenhang stehend bedeutet, dass es Regionen gibt, die so weit voneinander entfernt sind, dass sie (bei dem gegebenen Alter des Universums) nicht einmal mit Lichtgeschwindigkeit "kommunizieren" konnten. Daraus folgt, dass die Symmetriebrechung nicht global stattgefunden haben kann. In nicht kausal im Zusammenhang stehenden Regionen wird der Ordnungsparameter im Allgemeinen unterschiedliche Werte in den symmetriegebrochenen Bereichen annehmen und diese Bereiche werden durch Domänenwände voneinander getrennt sein. Je nach Dimensionalität des Systems und des Ordnungsparameters können weitere topologische Defekte auftreten, wie zum Beispiel Monopole, Vortizes oder Texturen. Magnetische Monopole galten lange Zeit als heiße Kandidaten, Überbleibsel der Defekte des Higgsfeldes zu sein. Dass innerhalb des Ereignishorizontes des beobachtbaren Universums bisher keine Residuen solcher Defekte gefunden wurden, ist (neben der allgemeinen Isotropie der kosmischen Hintergrundstrahlung und der Flachheit der beobachteten Raumzeit) einer der Hauptgründe, warum heute von einer inflationären Expansion des Universums kurz nach dem Urknall ausgegangen wird. Während der exponentiell schnellen Expansion innerhalb der ersten 10−30 s nach dem Urknall sind alle möglichen Defekte im Raum derart verdünnt worden, sodass sie hinter dem Ereignishorizont liegen. Für das zweikomponentige primordiale skalare Feld hat sich inzwischen der Name Inflaton eingebürgert.

## Bedeutung in der kondensierten Materie

Die blaue Kurve zeigt die Divergenz der Korrelationszeiten als Funktion des Kontrollparameters (z. B. Temperaturdifferenz zum Phasenübergang). Die rote Kurve zeigt für lineare Kühlraten die Zeit bis zum Erreichen des Überganges als Funktion des Kontrollparameters. An den Schnittpunkten fällt das System aus dem Gleichgewicht und wird nichtadiabatisch.

Wojciech Zurek arbeitete heraus, dass dieselben Überlegungen beim Phasenübergang vom flüssigen Helium zum suprafluiden Helium relevant sind. Die Analogie zum Higgs-Feld ist dabei, dass der Ordnungsparameter ebenfalls zweikomponentig ist; suprafluides Helium zeichnet sich durch eine makroskopische quantenmechanische Wellenfunktion mit globaler Phase aus; die zwei Komponenten sind Betrag und Phase bzw. Real- und Imaginärteil der komplexen Wellenfunktion. Die topologischen Defekte in suprafluidem Helium sind die normalfluiden Fäden, in denen die kohärente, makroskopische Wellenfunktion verschwindet. Sie stellen in der symmetriegebrochenen Phase Residuen der Hochsymmetriephase dar.
Ganz allgemein verschwinden für kontinuierliche Phasenübergänge die Energieunterschiede zwischen geordneter und ungeordneter Phase, sodass die Fluktuationen zwischen beiden Phasen am Übergangspunkt beliebig groß werden. Dieses sogenannte kritische Verhalten bedeutet nicht nur, dass räumliche Korrelationslängen divergieren, sondern auch zeitliche Korrelationen der Fluktuationen zwischen beiden Phasen werden beliebig langsam. Wenn nun mit einer nicht verschwindenden (z. B. linearen) Kühlrate über den Phasenübergang abgekühlt wird, wird irgendwann die Zeit zum Erreichen des Phasenübergangs kürzer als die Korrelationszeiten der kritischen Fluktuationen. Ab diesem Zeitpunkt sind die Fluktuationen zu langsam, um der Kühlrate zu folgen: Das System ist aus dem Gleichgewicht gefallen. Bei dieser "Ausfallzeit" ist ein Fingerabdruck der kritischen Fluktuationen genommen worden und die längste Längenskala der Domänengröße ist festgelegt, was die spätere Evolution des Systems bestimmt. Für schnelle Kühlraten fällt das System früh aus dem Gleichgewicht und die Domänen werden klein sein. Für langsame Kühlraten fällt das System erst spät aus dem Gleichgewicht, die Längenskalen der kritischen Fluktuationen und damit die Domänen werden groß.

## Herleitung der Domänengröße
Betrachtet man ein System, das einen kontinuierlichen Phasenübergang als Funktion des dimensionslosen Kontrollparameters, z. B. der reduzierten Temperatur {\displaystyle \epsilon ={\frac {T-T_{c}}{T_{c}}}}, bei  {\displaystyle \epsilon _{c}=0} macht, wenn {\displaystyle T_{c}} die Übergangstemperatur ist, dann besagt die Theorie der kritischen Phänomene, dass die Korrelationslängen {\displaystyle \xi } und die Korrelationszeiten {\displaystyle \tau } mit dem durch die Universalitätsklasse gegebenen kritischen Exponenten {\displaystyle \nu } algebraisch divergieren und  {\displaystyle z} der dynamische Exponent ist, der die zeitlichen mit den räumlichen Fluktuationen verknüpft.
{\displaystyle \xi \sim \lambda ^{-\nu },\qquad \tau \sim \lambda ^{-z\nu },}
Wenn der Kontrollparameter linear in der Zeit {\displaystyle t} mit der Kühlrate {\displaystyle v} variiert, {\displaystyle \epsilon (t)=vt}, liefert das Gleichsetzen der Korrelationszeiten mit der Zeit, wann der Übergang erreicht wird, die Zeit {\displaystyle {\bar {t}}}, wenn das System aus dem Gleichgewicht fällt. In der Skizze ist das der Schnittpunkt zwischen der blauen und der roten Kurve: Der Abstand zum Übergang ist in der Skizze einmal der zeitliche Abstand zum Erreichen des Übergangs als Funktion des Kontrollparameters (rote Kurve) und bei linearen Kühlraten gleichzeitig die Differenz des Kontrollparameters (z. B. Temperatur) zum kritischen Punkt (bzw. der Übergangstemperatur), gegeben durch die blaue Kurve
{\displaystyle {\bar {t}}=[\epsilon ({\bar {t}})]^{-z\nu }\Rightarrow {\bar {t}}\sim v^{-z\nu /(1+z\nu )}.}
Die Korrelationslänge {\displaystyle {\bar {\xi }}} gibt dann die mittlere Größe der Domänen, wenn das System nichtadiabatisch wird,
{\displaystyle {\bar {\xi }}\equiv \xi [\lambda ({\bar {t}})]\sim v^{-\nu /(1+z\nu )}.}
Der Kehrwert der Korrelationslängen liefert die Defektdichte {\displaystyle \rho \sim {\bar {\xi }}^{-d}}, wenn {\displaystyle d} die Dimension des Systems ist.

## Experimentelle Überprüfungen

Exponentielle Divergenz der Korrelationszeiten eines Kosterlitz-Thouless-Überganges. Links ist die Domänenstruktur einer 2D Monolage von Kolloiden bei sehr großer Kühlrate zu sehen, als das System aus dem Gleichgewicht fiel. Rechts ist zu einem späten Zeitpunkt (nach weiterem Coarsening) die Struktur gezeigt, als das System mit mittleren Raten gekühlt wurde.

Einige Experimente an recht verschiedenen Systemen sind durchgeführt worden, um den Kibble-Zurek Mechanismus zu überprüfen. Dazu gehören Flüssigkristalle, bei denen sich die Defektstrukturen mittels Polarisationsmikroskopie gut sichtbar machen lassen. Der Phasenübergang in Flüssigkristallen ist allerdings schwach erster Ordnung, sodass das System nicht ideal zur Theorie passt. Weitere Systeme sind suprafluides He3, supraleitende Systeme, multiferroische Systeme, Quantensysteme, Ionenkristalle und Bose-Einstein-Kondensate, wobei die letzten beiden Systeme nicht frei von Inhomogenitäten, wie z. B. Temperaturgradienten sind. Ausführliche Übersichtsartikel über Signifikanz und Limitierung dieser Experimente sind von T. Kibble (Stand 2007) und A. del Campo (Stand 2014) geschrieben worden.

## Beispiel in zwei Dimensionen

Domänengröße als Funktion der Kühlrate in einer kolloidalen Monolage. Der Kontrollparameter ist in diesem System durch die Wechselwirkungsstärke gegeben.

Ein System, in dem sich die Strukturbildung direkt beobachten lässt, sind kolloidale Monolagen, die in der Tieftemperaturphase einen hexagonalen Kristall bilden. Der Phasenübergang folgt der sogenannten KTHNY-Theorie in der Translations- und Rotationssymmetrie durch zwei Kosterlitz-Thouless-Übergänge gebrochen werden. Die dazu gehörenden topologischen Defekte sind Dislokationen und Disklinationen in 2D. Letztere sind im Sinne des Kibble-Zurek-Mechanismus nichts anderes als die Monopole der Hochsymmetriephase im sechszähligen Richtungsfeld der Kristallachsen. Eine Besonderheit des Kosterlitz-Thouless-Übergangs ist die exponentielle Divergenz der Korrelationslängen und Korrelationszeiten. Dies führt bei linearen Kühlraten zu einer transzendenten Gleichung, die numerisch gelöst werden kann. Die Abbildung zeigt den Vergleich der Kibble-Zurek-Skalierung mit algebraischen und solchen mit exponentiellen Divergenzen. Die Messdaten veranschaulichen, dass der Kibble-Zurek-Mechanismus auch auf Phasenübergänge der Kosterlitz-Thouless-Universalitätsklasse angewendet werden kann.

## Anmerkung
Es ist lange Zeit argumentiert worden, dass die Existenz von Korngrenzen zwingend auf einen Phasenübergang 1. Ordnung hinweist, wenn sich nach homogener oder heterogener Nukleation von Keimen und nach deren Wachstum verschiedene Domänen bzw. Kristallite gebildet haben. Auch deswegen ist über die Schmelztheorie in zwei Dimensionen (KTHNY-Theorie) lange debattiert worden, nachdem die ersten Computersimulationen zu Phasenübergängen in zwei Dimensionen sowohl Korngrenzen als auch Phasenkoexistenz fanden. Der Kibble-Zurek-Mechanismus zeigt, dass bei spontaner Symmetriebrechung die Symmetrie nicht instantan global umschlagen kann. Der Mechanismus führt auch für kontinuierliche Phasenübergänge zu Domänen und Defektstrukturen, wenn das System hinreichend groß ist. Hinreichend groß bedeutet, dass die Systemgröße (in der kürzesten Richtung) größer als die Korrelationslänge ist, wenn das System aus dem Gleichgewicht fällt.